# 하야키타역
하야키타역(일본어: 早来駅 はやきたえき[*])은 일본 홋카이도 유후쓰 군 아비라정에 위치한 홋카이도 여객철도 무로란 본선의 철도역이다. 상대식 승강장 2면 2선의 구조를 갖춘 지상역이다.

## 이용 현황
- 1981년도 : 394명
- 1992년도 : 388명

## 역 주변
- 국도 제234호선
- 아비라 정청
- 호쿠요 은행 하야키타 지점

## 역사
- 1894년 8월 1일 : 홋카이도 탄광 철도 무로란 선의 도마코마이 역 - 오이와케 역 간에 신설 개업. 일반역.
- 1904년 12월 : 미쓰이 물산 합명 회사가 목재 운반용으로 7km의 마차 궤도 부설.
- 1906년 10월 1일 : 홋카이도 탄광 철도의 철도 노선 국유화에 의해, 일본국유철도로 이관.
- 1909년 10월 12일 : 선로 명을 무로란 본선으로 제정, 그것에 수반해 이 선의 역이 된다.
- 1911년 4월경 : 역사, 구내 개축.
- 1922년 1월 18일 : 하야키타 궤도 개통.
- 1951년 3월 27일 : 하야키타 철도선이 전 노선 폐지 허가. 버스로 전환.
- 시기 불명 : 업무 위탁화.
- 1980년 5월 15일 : 화물 취급 폐지.
- 1984년
  - 2월 1일 : 소화물 취급 폐지.
  - 4월 1일 : 무인화.
- 1987년 4월 1일 : 일본국유철도 분할 민영화에 의해, 홋카이도 여객철도가 승계.
- 1989년 : 현 역사 준공.

## 인접 역
| 홋카이도 여객철도 무로란 본선 | 홋카이도 여객철도 무로란 본선 | 홋카이도 여객철도 무로란 본선 |
| ----------------------------- | ----------------------------- | ----------------------------- |
| 도아사 도마코마이 방면        | ■ 무로란 본선                 | 아비라 이와미자와 방면        |